# Distretto di Myślibórz
Il distretto di Myślibórz (in polacco powiat myśliborski) è un distretto polacco appartenente al voivodato della Pomerania Occidentale.

## Geografia antropica

### Suddivisioni amministrative
Il distretto comprende 5 comuni.
- Comuni urbano-rurali: Barlinek, Dębno, Myślibórz
- Comuni rurali: Boleszkowice, Nowogródek Pomorski